# Castanopsis wattii
Castanopsis wattii là một loài thực vật có hoa trong họ Fagaceae. Loài này được (King ex Hook.f.) A.Camus mô tả khoa học đầu tiên năm 1929.